# Friedrich Weidemann (chanteur)
Pour les articles homonymes, voir Weidemann.
Friedrich Hartwig Ludolph Weidemann (né le 1er janvier 1871 à Ratzebourg, mort le 30 janvier 1919 à Vienne) est un chanteur allemand.

## Biographie
Weidemann est formé à Hambourg auprès de Wilhelm Vilmar et à Berlin auprès de Conrad Muschler. Il fait ses débuts en 1896 au théâtre municipal de Brieg, chante à Essen en 1897, à Hambourg de 1898 à 1901 et à Riga de 1901 à 1903. Il se fait remarquer pour la première fois en janvier 1900 lors de la première d’Es war einmal d'Alexander von Zemlinsky dans le rôle de Kaspar.
Il est embauché par Gustav Mahler à l'Opéra d'État de Vienne, dont il sera membre jusqu'à sa mort.
Il a du succès dans le répertoire de Richard Wagner (comme le rôle d'Amfortas dans la première viennoise de Parsifal) mais aussi, par exemple, dans le rôle-titre de Don Giovanni de Mozart et Oreste dans Elektra de Richard Strauss ainsi que dans des premières d'opéras de Julius Bittner, Franz Schmidt (Notre-Dame)...
Weidemann se produit à Berlin en 1908, à Londres en 1910 et à Zurich en 1917. Il travaille comme chanteur de concert, notamment en 1905 lors de la première de ses Kindertotenlieder dirigés par Gustav Mahler, en 1912 dans Das Lied von der Erde dans la première version pour ténor et baryton solo, ainsi qu'au Festival Mozart de Salzbourg à l'occasion du 150e anniversaire de Mozart.
Weidemann fut enterré au cimetière de Dornbach (de) à Vienne. La tombe fut abandonnée.